# KDE neon
KDE neon — набор программных репозиториев для выпусков Ubuntu с длительной поддержкой (LTS) с новейшей 64-разрядной версией рабочего стола KDE и приложений. Это также имя, которое было дано Linux-дистрибутиву Ubuntu с LTS, использующему указанные репозитории. Он нацелен на предоставление пользователям быстро обновляемого программного обеспечения Qt и KDE, одновременно обновляя остальные компоненты операционной системы из хранилищ Ubuntu в обычном темпе. Поставляется в версиях для пользователей и для разработчиков.
KDE neon — дистрибутив и операционная система на базе Linux, основанная на Ubuntu, но ориентированная на разработку программного обеспечения для сообщества разработчиков приложений KDE с открытым исходным кодом. Дистрибутив предлагает программные пакеты с передовыми технологиями, полученные непосредственно из стабильной KDE, что позволяет программистам получить ранний доступ к новым функциям KDE, но ценой тому возможные ошибки в программном обеспечении.
Разработчик KDE neon объявил в январе 2017 года, что он заменит установщик Ubiquity на Calamares из-за того, «что в Ubiquity не хватает нескольких функций».
В феврале 2018 года, разработчики KDE neon скрыли скачивание LTS-версий, и оставили их в загрузочных зеркалах из-за того, «что многие люди спрашивают и сомневаются, какая версия рекомендуется для использования и в чём их различия».
В мае 2018 года, KDE начала разрабатывать версии KDE neon, которые основываются на Ubuntu 18.04. Превью-образы KDE neon, основывающиеся на Ubuntu 18.04, стали доступны в августе 2018 года. Стабильные сборки были опубликованы 26 сентября.

## Отличия от Kubuntu
Поскольку Kubuntu содержит графическую оболочку KDE Plasma и основывается на Ubuntu, KDE neon часто ошибочно принимают за Kubuntu и наоборот. Однако основное различие между двумя операционными системами заключается в том, что Kubuntu поддерживает стабильные версии и LTS-версии Ubuntu, в то время, как KDE neon сосредотачивается на обновлении выпусков приложений KDE без поддержки стабильных выпусков Ubuntu, если пользователь root не будет активно выбирать это для модернизации дистрибутива.
|                         | KDE neon         | Kubuntu (стабильная версия) | Kubuntu LTS |
| ----------------------- | ---------------- | --------------------------- | ----------- |
| Системная база          | Ubuntu LTS       | Стабильная версия Ubuntu    | Ubuntu LTS  |
| Приложения Plasma и KDE | Последняя версия | Стабильная версия           | LTS-версия  |

## Устройства с KDE neon
KDE Slimbook имеет предустановленный KDE neon.